# Хурезяну, Эмиль
Эмиль Хорациу Хурезяну (рум. Emil Horațiu Hurezeanu; род. 26 августа 1955, Сибиу) — румынский журналист, писатель, дипломат и государственный деятель, министр иностранных дел (2024—2025).

## Биография
Родился 26 августа 1955 года в городе Сибиу, Румыния.
В 1979 году окончил юридический факультет Университета Бабеша — Бойяи, после чего на протяжении нескольких лет работал юристом в различных румынских фирмах и магазинах. С 1981 по 1982 год он проходил обучение в Вене, а после чего также учился в Западной Германии и США, где учился на факультете политологии Виргинского университета, а в 1990 году окончил Бостонский университет.

## Карьера
Карьеру журналиста Хурезяну начал в 1983 году в качестве сотрудника румынского отдела европейского радио «Свобода» в Мюнхене, где проработал более десяти лет. В 1994 году он на протяжении нескольких месяцев возглавлял свой отдел на радио, после чего стал директором румынского отделения в учреждении Deutsche Welle в Кёльне. В 2002 году Хурезяну вернулся в Румынию, где спустя год стал работать личным советником премьер-министра Адриана Нэстасе.
В середине 2010-х годов Хурезяну начал карьеру дипломата и был назначен главой дипломатической миссии Румынии в Германии, после чего был назначен послом в Австрии. 23 декабря 2024 года получил портфель министра иностранных дел в правительстве Марчела Чолаку.

## Личная жизнь
С 2004 года Хурезяну женат на Руксандре Хурезяну, фармацевте по образованию. Она изучала фармацевтический маркетинг в Высшей школе коммерции в Париже. У них есть двое сыновей.
Кроме того, у Хурезяну есть сын Иоахим, родившийся во время его предыдущих отношений, который живёт во Франции.